# Кагальник (река, впадает в Азовское море)
Кагальни́к (в верховьях — Кагальничёк) — река в Ростовской области России, впадает в Азовское море. Длина 162 км, площадь бассейна 5040 км², уклон 1,62 м/км. Река Кагальник — типичный представитель малых степных рек. Питание в основном снеговое. В верховьях летом пересыхает. На реке плотины, разбивающие её на отдельные плёсы. При нагонных ветрах с моря происходит затопление поймы. Наиболее крупные притоки: Мечетка (50 км), Эльбузд (70 км) — левые; Камышеваха (20 км), Сухой Кагальник — правые. На реке расположены: станица Кагальницкая, село Новобатайск, село Самарское, село Пешково, село Кагальник.

## География

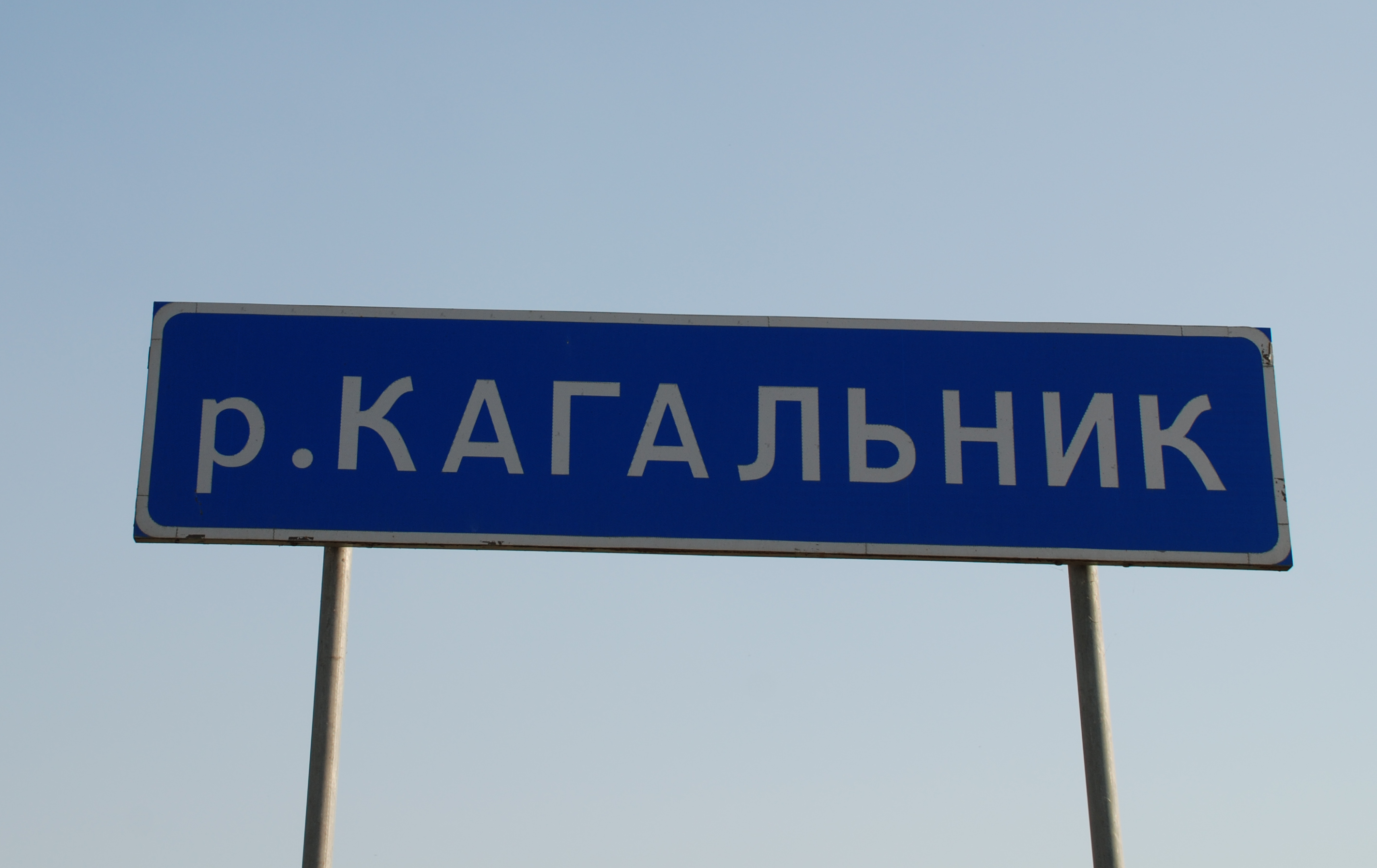
Дорожный указатель

Река берёт начало у хутора Попова на равнине, недалеко от урочища Большой Бурукчун, в двадцати километрах юго-западнее Весёловского водохранилища. Протекает по Кубано-Приазовской (Прикубанской) низменности. Течёт с востока на запад, вначале слегка отклоняясь к югу, а в нижнем течении, наоборот, чуть к северу и впадает в Таганрогский залив Азовского моря у села Кагальник, рядом с самым южным из донских гирл. Русло его в целом идёт параллельно Дону.
В верховьях река очень маловодна и протекает в неширокой долине, высота которой в истоках достигает 50-60 м, а в средней части не превышает 20-30 м. Кагальник протекает в низких берегах, возвышающихся над меженным уровнем на 1,5-2,0 м, причём левый берег почти на всем протяжении сохраняет одну и ту же высоту, а правый — более крутой, иногда опускается до уреза воды. Пойма обильно заросла камышом. После слияния с левым протоком Эльбуздом, Кагальник становится довольно глубокой и многоводной рекой, причём по руслу устроено много плотин, разбивающих реку на ряд отдельных, изолированных плёсов. Устья Мечетки и Эльбузда делят Кагальник на три примерно равных участка. В среднем и особенно в нижнем течении русло Кагальника становится более извилистым, долина здесь расширяется, а ниже Новониколаевки Кагальник распадается на два русла: основное — новое — идёт южнее, а старое — севернее, образуя многочисленные мелкие озерца и ерики. Ниже Платоно-Петровки русла сливаются в одно, чтобы затем, ниже Пешкова, не дойдя 4,5 км до своего устья, вновь разделиться на два — Сухой Кагальник и Мокрый Кагальник, дающих от себя ряд мелких ериков то почти высыхающих, то вновь, при нагонных ветрах, наполняющихся водой. Рукава Кагальника текут в низких берегах, высотою 0,18-1,4 м в сильно заболоченной и заросшей камышом пойме. Мокрый Кагальник является более старым руслом, а Сухой — более молодым и находится в стадии высыхания.

## История
Самые древние сведения о Кагальнике оставили греки. Полагают, что первым, кто описал реку Кагальник, был древнегреческий учёный, географ и астроном Клавдий Птолемей. Во II веке н. э. он посетил эти края и оставил описание реки под названием Марубий с точным (для того времени) указанием координат. Учёные сходятся в том, что Марубий — это Кагальник. Кроме координат и названия, Птолемей никаких сведений о реке не приводит.
В «Слово о полку Игореве» (памятнике древнерусской литературы), где описывается битва русского князя Игоря с половцами, в конце XII века, говорится что битва произошла на реке Каяла. Однако в наше время реки с таким названием нигде нет, и учёные вот уже двести лет пытаются найти, подходящую кандидатуру на роль древнерусской Каялы. Высказывались самые разные мнения, одно из них заключается в том, что именно Кагальник и есть та самая Каяла. Особенно возрос интерес к проблеме в 80-е годы XIX века, когда отмечалось 700-летие битвы. Именно в те годы появилось название железнодорожной станции Каяла (в селе Самарском, расположенном на реке) и отмечены попытки называть Кагальник Каялой. Но сейчас учёные склонны считать, что Кагальник никакого отношения к той битве не имеет.

## Колебание водоносности
К концу 50-х и особенно в начале 60-х годов Кагальник в летнюю межень пересыхал почти полностью, и если прежде строили дамбы и плотины для переправы через ерики и реку, то теперь надобность в подобных сооружениях отпала. Процесс высыхания реки был настолько быстрым, что даже у местных властей это вызывало беспокойство и предпринимались меры по расчистке и углублению русла с помощью экскаваторов. И уже тогда такое состояние реки объясняли непомерным вмешательством человека в жизнь природы.
Но в последние десятилетия наблюдается картина, совершенно противоположная описанной выше: уровень грунтовых вод повысился, вода в Кагальнике давно не высыхает, отмечен буйный рост камыша, куги, осоки и другой болотной растительности, замедляющей сток воды. Этому, несомненно, способствовала и переброска Донского оросительного канала в долину Кагальника. Но не исключено, что на подъём уровня воды, повлиял не только канал, но сложные естественные процессы колебания уровня вод в природе.
Первые официальные замеры на местных реках, проводились в начале XIX века составителями «Экономического описания Ростовского уезда». Замеры на Кагальнике проводились у Новониколаевки и Платоно-Петровки:

Речки в жаркое летнее время бывают: Койсюга шириною 15 сажень, глубиною 4 вершка, Мокрой Кагальник шириною 20 сажень, глубиною 8 вершков, Чертановка и Чмутов ерик шириною каждый 10 сажень глубиною до 4 вершков, Ельбузда шириною 15 сажень, глубиною 4 вершка. В речках рыба судаки, сазаны, лещи, лини, чехонь, окуни, караси, стерлядь и тарань.

По этим данным двести лет назад Кагальник возле Новониколаевки был шириной 32 м, и глубиной 36 см. Возможно, такой низкий уровень воды объясняется тем, что замеры проводились как раз в период спада уровня воды, какой наблюдался здесь пятьдесят с лишним лет назад.
А вот ещё один пример, свидетельствующий о колебаниях уровня воды в реке. Когда прикагальницкие степи начали заселяться, проводилось генеральное межевание земель, и границей, разделявшей земельные владения, был Кагальник. Спустя 100 с лишним лет, в 1915 году, из-за споров между владельцами земли возникла необходимость в новом межевании. В связи с этим землемер И. Вансбуттер писал в своём протоколе:

При возобновлении межевых признаков по речке Кагальник, служащей срединою своею живою межою, выяснилось, что речка Кагальник течение своё изменила, притом в некоторых местах водоток как таковой совсем утратился. По обе стороны от бывшего водотока речки Кагальник в настоящее время существует болото с камышом, имеющим свои ясные определенные берега.

## Экологическая ситуация
В связи с воздействием нагонных ветров с моря, во время которых происходит затопление поймы, связанное с заболачиванием и засолением, водохозяйственная проблема Кагальника сводится к устройству обвалования, предохраняющего от нагонов с моря, переустройству мелких прудов, для создания местного подъездного водного пути, осуществлению правильного орошения поймы и уничтожению заболоченности.
В 2002—2007 годах проводилась очистка реки в районе села Самарского Азовского района.

## Населённые пункты
Полный список населённых пунктов от истока к устью:
- х. Попов
- х. Красные Лучи
- с. Новокузнецовка
- пос. Речной
- х. Ракитный
- х. Кагальничек
- ст. Кагальницкая
- х. Песчаный Брод
- х. Середин
- х. Тимошенко
- х. Фёдоровка
- х. Кут
- х. Дружный
- с. Васильево-Шамшево
- х. Черниговский
- х. Свой Труд
- х. Кагальничек
- с. Иваново-Шамшево
- х. Лугань
- с. Новобатайск
- с. Самарское
- х. Задонский
- х. Победа
- х. Левобережный
- х. Кочеванчик
- с. Новониколаевка
- х. Песчаный
- х. Еремеевка
- х. Зелёный Мыс
- с. Высочино
- х. Мило-Яковлевка
- с. Платоно-Петровка
- х. Павловка
- с. Пешково
- пос. Зелёный
- с. Кагальник

## Фильмы
- Залесский В. В. «Кагальник — река Ростовской области». moto1111111.narod2.ru. Дата обращения: 23 марта 2020.